# Ли Хуань
Ли Хуа́нь (кит. трад. 李煥, упр. 李焕, пиньинь Lǐ Huàn; 24 сентября 1917 — 2 декабря 2010) — тайваньский политический деятель, председатель Исполнительного юаня (1989—1990).

## Биография
Окончил Фуданьский университет, получив степень бакалавра права, затем — педагогический колледж при Колумбийском университете, став магистром образования. Имел почетную докторскую степень университета Тонгук в Южной Корее.
В 1972—1977 гг. — генеральный директор организационного департамента Гоминьдана, на этом посту реализовывал программу премьера Цзян Цзинго по подготовки партийно-государственного кадрового резерва. Ушел в отставку в результате массовых протестов оппозиции, подозревавшей Гоминьдан в попытке сфальсифицировать результаты выборов.
В 1977—1979 гг. — президент национальной телекомпании CTV,
в 1979—1984 гг. — президент Национального Университета им. Сунь Ятсена в Гаосюне,
в 1984—1987 гг. — министр образования Тайваня. На этом посту отменил ограничения на длину волос студентов, позволил создать частные колледжи, инициировал создание спортивных колледжей, повысил стипендии для аспирантов.
В 1987—1989 гг. — Генеральный секретарь Гоминьдана, на этом посту инициировал процесс модернизации партии.
В 1989—1990 гг. — Председатель Исполнительного юаня Китайской республики. Ушел в отставку из-за постоянных разногласий с президентом Ли Дэнхуэем. После отставки стал одним из активных представителей консервативного крыла Гоминьдана, противостоявшего реформам президента Ли.

## Политическая карьера
В 1972 году Ли Хуань был назначен генеральным директором организационного отдела Гоминьдана (Гоминьдан), когда премьер-министром был Чан Цзин-куо. В 1976 году Чан Цзин-куо поручил Ли Хуаню отобрать несколько десятков молодых партийных лидеров для программы подготовки кадров высшего уровня в Институте революционной практики. Среди 60 человек, отобранных для обучения, половина были тайваньцами, в том числе Лянь Чань, У Бо-сюн, Ши Чи-ян. Это открытие кадровой программы Гоминьдана было беспрецедентным открытием для коренных тайваньцев и было важным шагом в программе Чан Цзин-куо по ослаблению контроля материка над Гоминьданом путем интеграции коренных тайваньцев в его руководство.
В 1977 году несколько тысяч демонстрантов против Гоминьдана во главе с Сюй Синь-ляном собрались в городе Чжунли, протестуя против использования бумажных бюллетеней на предстоящих выборах, опасаясь, что Гоминьдан будет использовать бюллетени для фальсификации результатов выборов. Когда протестующие поняли, что Гоминьдан, вероятно, осуществил мошенничество, которого они опасались, они устроили беспорядки, в конечном итоге сжег полицейский участок Чжунли. Беспорядки — первый подобный крупномасштабный протест на Тайване с 1947 года — впоследствии были названы инцидентом в Чжунли. Гоминьдан считал, что умиротворяющий подход Ли Хуаня к движению Тангвай стал причиной инцидента и вынудил его уйти в отставку.
После отставки он стал президентом CTV до 1979 года. В том же году он стал президентом Национального университета имени Сунь Ятсена. В 1984 году он был назначен министром образования. За три года своего пребывания на посту министра образования он отменил ограничения на длину волос студентов, разрешил создание частных колледжей, учредил колледж физического воспитания, увеличил стипендии для аспирантов и учредил университетский комитет по публикациям.

### Генеральный секретарь Гоминьдана
Чан Цзин-куо стал президентом в 1978 году, а в июле 1987 года он назначил своего старого наперсника Ли Хуана новым генеральным секретарем Гоминьдана. Чан сказал Ли, что у него есть три цели, которые он хотел бы, чтобы Ли выполнил: реформировать Гоминьдан, продвинуть Китайскую республику к демократии и продвинуть Китайскую республику к воссоединению. В речи в штаб-квартире Гоминьдана в Гаосюне в сентябре 1987 года Ли заявил, что целью Гоминьдана больше не является замена коммунистической партии, правящей в материковом Китае, а скорее «продвижение демократии, свободы прессы и открытой экономики» на материке, чтобы избавить Китай от коммунизма и привести его к демократическому современному государству». Многие представители правого крыла Гоминьдана заявили, что речь предала историческую приверженность партии уничтожению коммунистов; Чан в ответ приказал Ли опубликовать всю речь в официальном журнале партии. Роль, которую Ли сыграл в отмене военного положения на Тайване и последующих реформах Национальной ассамблеи, привела к тому, что члены ассамблеи охарактеризовали Ли как одного из красногвардейцев. 

### Премьер-лига
Чан Цзин-куо умер 13 января 1988 года, и вице-президент Ли Дэн-хуэй немедленно вмешался и стал президентом. «Дворцовая фракция» Гоминьдана, группа консервативных жителей материка, возглавляемая генералом Хау Пей-цуном, премьер-министром Ю Го-хва и Ли Хуаном, стремилась заблокировать вступление президента Ли на пост председателя Гоминьдана и оттеснить его как подставное лицо. С помощью Джеймса Сунга — члена Дворцовой фракции — который успокоил сторонников жесткой линии знаменитой мольбой: «Каждый день просрочки — это день неуважения к Чинг-куо» Ли было разрешено беспрепятственно занять пост председателя. На партийном съезде Гоминьдана в июле 1988 года Ли назвал 31 члена Центрального комитета, 16 из которых были коренными тайваньцами: впервые коренные тайваньцы имели большинство в тогдашнем мощном директивном органе.
Ю Куо-хва ушел с поста премьер-министра в 1989 году, и президент Ли назначил Ли Хуана на его место. Однако всего год спустя Ли был вынужден уйти в пользу Хау Пей-цуна из-за сильных разногласий между президентом Ли и Ли Хуаном. 
Несмотря на отстранение от должности, консервативные лидеры Гоминьдана, такие как Ли Хуань, премьер-министр Хау, председатель судебного юаня Линь Ян-кан и второй сын Чан Кай-ши, Чан Вэй-го, сформировали блок (названный «Неосновной фракцией»), чтобы противостоять тем, кто следовал за президентом Ли («Основной фракции»).
Ли умер в больнице общего профиля для ветеранов в Тайбэе 2 декабря 2010 г. в возрасте 93 лет.